# Велико острво Браила
Велико острво Брајла (рум. Insula Mare a Brăilei) је острво на реци Дунав у округу Браила, Румунија. Просјечно има дужину од 57,9 км и ширину од 18,6 км, укупну површину од 710 км² . 
Две речне гране које га раздвајају од копна су огранак Мацин (рум. IBrațul Măcin) и грана Валциу (рум. Brațul Vâlciu).
Западно преко огранка Валциу налази се острво Малa Браила (рум. Insula Mică a Brăilei), у ствари ланац од неколико острва унутар мочварног подручја које су од копна одвојили огранак Валциу и огранак Цременеа (Brațul Cremenea).
Тренутно 681,3 км² (94,6% површине острва) заузимају пољопривредни терени од којих се наводњава 70,84 км², а заштићена је брана дужине 23,5 км. На острву постоје две комуне, Фрецатеи (рум. Frecăţei) и Марасу (рум. Mărașu), које имају око 5.000 становника. На југозападу острва је село Марасу.
Постојалo је низ мочвара - рибњак Брајала (рум. Balta Brăilei), све док их комунистички режим није исушио и изградио бране користећи присилни рад политичких заточеника и претворивши га у пољопривредно подручје. Постојали су „кампови за поновну едукацију“ у местима Градиниа, Остров, Бандоиу, Лунца, Салциа, Стоиенести и Страмба Вецхе. Терен се након исушиванја показао плодним и проглашен је „успехом комунизма у Румунији“.
У 2018. години објављено је да је Хамдан Бин Заиед Ал Нахиан, инвеститор из Уједињених Арапских Емирата, купио 57.000 хектара на Острву ради развоја пољопривреде.
Природни парк Бела Мица Браила (рум. Balta Mică a Brăilei Natural Park) налази се на острву Мала Браила.